# Coppa FIRA 1980-1981
La Coppa FIRA 1980-81 (in francese Trophée européen FIRA 1980-81), anche Coppa Europa 1980-81, fu il 21º campionato europeo di rugby a 15 organizzato dalla FIRA.
Si tenne dal 1º ottobre 1980 al 17 maggio 1981 tra 6 squadre che si affrontarono con la formula del girone unico.
Il trofeo fu vinto per la quarta volta dalla Romania che si impose a punteggio pieno, guadagnando il titolo con una gara d'anticipo; a retrocedere in seconda divisione furono Polonia e Spagna.
A salire in prima divisione fu la sola Germania Ovest, secondo il progetto della FIRA di abbassare le squadre partecipanti da 6 a 5.
Tra le due divisioni inferiori vi fu l'avvicendamento tra il Portogallo, promosso dalla terza, e la Jugoslavia, altresì ultima della seconda categoria di merito.

## Squadre partecipanti
| 1ª divisione     | 2ª divisione   | 3ª divisione |
| ---------------- | -------------- | ------------ |
| Francia          | Germania Ovest | Belgio       |
| Italia           | Jugoslavia     | Danimarca    |
| Polonia          | Marocco        | Portogallo   |
| Romania          | Paesi Bassi    | Svezia       |
| Spagna           | Tunisia        | Svizzera     |
| Unione Sovietica |                |              |

## 1ª divisione
| Data       | Incontro                      | Risultato | Sede            |
| ---------- | ----------------------------- | --------- | --------------- |
| 1-10-1980  | Francia XV ― Unione Sovietica | 23-10     | Angoulême       |
| 5-10-1980  | Italia ― Polonia              | 37-12     | Rovigo          |
| 2-11-1980  | Italia ― Unione Sovietica     | 3-4       | Rovigo          |
| 9-11-1980  | Polonia ― Romania             | 0-33      | Sochaczew       |
| 16-11-1980 | Spagna ― Polonia              | 20-25     | Madrid          |
| 23-11-1980 | Romania ― Francia             | 15-0      | Bucarest        |
| 21-12-1980 | Spagna ― Italia               | 13-18     | Madrid          |
| 8-3-1981   | Italia ― Francia XV           | 9-17      | Rovigo          |
| 22-3-1981  | Spagna ― Francia XV           | 19-40     | Barcellona      |
| 12-4-1981  | Romania ― Italia              | 35-9      | Brăila          |
| 24-4-1981  | Francia XV ― Polonia          | 49-6      | Bully-les-Mines |
| 26-4-1981  | Spagna ― Romania              | 6-56      | Barcellona      |
| 3-5-1981   | Polonia ― Unione Sovietica    | 3-7       | Olsztyn         |
| 10-5-1981  | Unione Sovietica ― Spagna     | 49-7      | Kiev            |
| 17-5-1981  | Unione Sovietica ― Romania    | 10-18     | Mosca           |

|               | Classifica       | G | V | N | P | PF  | PS  | P±   | PT |
| ------------- | ---------------- | - | - | - | - | --- | --- | ---- | -- |
|               | Romania          | 5 | 5 | 0 | 0 | 157 | 25  | +132 | 15 |
|               | Francia          | 5 | 4 | 0 | 1 | 129 | 59  | +70  | 13 |
|               | Unione Sovietica | 5 | 3 | 0 | 2 | 80  | 54  | +26  | 11 |
|               | Italia           | 5 | 2 | 0 | 3 | 76  | 81  | -5   | 9  |
| Retrocessione | Polonia          | 5 | 1 | 0 | 4 | 46  | 146 | -100 | 7  |
| Retrocessione | Spagna           | 5 | 0 | 0 | 5 | 65  | 188 | -123 | 5  |

## 2ª divisione
| Data       | Incontro                     | Risultato | Sede        |
| ---------- | ---------------------------- | --------- | ----------- |
| 16-11-1980 | Germania Ovest ― Paesi Bassi | 13-10     | Hannover    |
| 14-12-1980 | Paesi Bassi ― Jugoslavia     | 17-0      | Hilversum   |
| 30-11-1980 | Jugoslavia ― Germania Ovest  | 0-16      | Kardeljevo  |
| 1-1-1981   | Paesi Bassi ― Tunisia        | 21-9      | Amsterdam   |
| 18-1-1981  | Marocco ― Paesi Bassi        | 6-10      | Casablanca  |
| 7-2-1981   | Tunisia ― Marocco            | 13-10     | Tunisi      |
| 29-4-1981  | Germania Ovest ― Tunisia     | 30-9      | Heidelberg  |
| 12-4-1981  | Marocco ― Germania Ovest     | 22-6      | Casablanca  |
| 25-4-1981  | Jugoslavia ― Marocco         | 0-17      | Spalato     |
|            | Tunisia ― Jugoslavia         | 6-0       | per forfait |

|               | Classifica     | G | V | N | P | PF | PS | P±  | PT |
| ------------- | -------------- | - | - | - | - | -- | -- | --- | -- |
|               | Germania Ovest | 4 | 3 | 0 | 1 | 65 | 41 | +24 | 10 |
|               | Paesi Bassi    | 4 | 3 | 0 | 1 | 58 | 28 | +30 | 10 |
|               | Tunisia        | 4 | 2 | 0 | 2 | 37 | 61 | -24 | 8  |
|               | Marocco        | 4 | 2 | 0 | 2 | 55 | 29 | +26 | 8  |
| Retrocessione | Jugoslavia     | 4 | 0 | 0 | 4 | 0  | 56 | -56 | 3  |

## 3ª divisione
| Data       | Incontro               | Risultato | Sede              |
| ---------- | ---------------------- | --------- | ----------------- |
| 13-9-1980  | Danimarca ― Svezia     | 4-20      | Århus             |
| 18-10-1980 | Svezia ― Belgio        | 0-7       | Enköping          |
| 1-11-1980  | Svizzera ― Svezia      | 4-7       | Yverdon-les-Bains |
| 1-12-1980  | Belgio ― Svizzera      | 7-0       | Bruxelles         |
| 28-2-1981  | Portogallo ― Svizzera  | 39-0      | Lisbona           |
| 5-4-1981   | Portogallo ― Belgio    | 15-7      | Coimbra           |
| 11-4-1981  | Svizzera ― Danimarca   | 16-20     | Losanna           |
| 14-4-1981  | Belgio ― Danimarca     | 34-9      | Dinant            |
| 15-5-1981  | Danimarca ― Portogallo | 16-45     | Frederiksberg     |
| 17-5-1981  | Svezia ― Portogallo    | 10-15     | Trelleborg        |

|  | Classifica | G | V | N | P | PF  | PS  | P±  | PT |
|  | ---------- | - | - | - | - | --- | --- | --- | -- |
|  | Portogallo | 4 | 4 | 0 | 0 | 114 | 33  | +81 | 12 |
|  | Belgio     | 4 | 3 | 0 | 1 | 55  | 24  | +31 | 10 |
|  | Svezia     | 4 | 2 | 0 | 2 | 37  | 30  | +7  | 8  |
|  | Danimarca  | 4 | 1 | 0 | 3 | 49  | 115 | -66 | 6  |
|  | Svizzera   | 4 | 0 | 0 | 4 | 20  | 73  | -53 | 4  |